# Скупски хореум
Скупският хореум (на македонска литературна норма: Скупски мали бани) е археологически обект, обществен склад за жито (horreum) в античния град Скупи, край Скопие, Северна Македония.

## Местоположение
Хореумът е разположен източно от главната улица кардо максимус и датира от края на III век.

## Описание
В главното помещение е имало серия колони, които разделят пространството на четири коридора. Поради големия брой открити бази се предполага, че планът на сградата е разработен на два етажа.